# 캐럿 (질량)

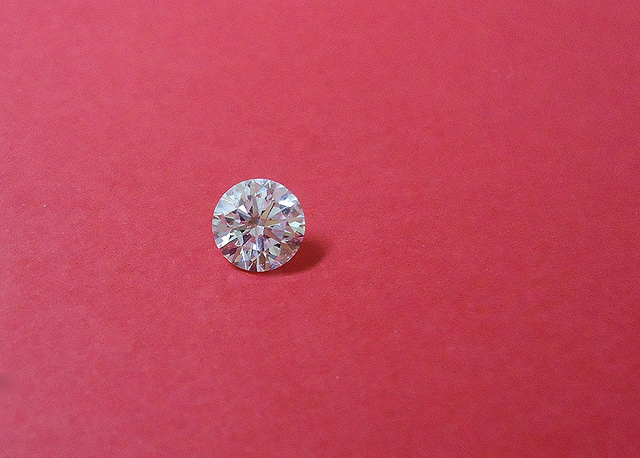

캐럿(carat)은 다이아몬드 등의 보석의 질량을 재는 단위이다. 1캐럿은 200mg이고, 기호는 ct 또는 car이다.
캐럿의 어원은 그리스어의 "keration"에서 유래한다.